# VidAngel
VidAngel es una empresa estadounidense de streaming que permite al usuario omitir contenido objetable según sus preferencias con respecto a malas palabras, desnudez, situaciones sexuales y violencia gráfica. La empresa utiliza filtros personalizables para recortar automáticamente escenas o sonidos que el espectador no quiere ver ni oír. La empresa fue fundada en 2014 por Harmon Brothers en Utah. La empresa utilizó el crowdfunding de acciones para financiar su crecimiento, recaudando 10 millones de dólares de clientes e inversores.
En 2016, fue demandado por varios estudios importantes de Hollywood que dijeron que el método original que utilizó para filtrar contenido objetable de películas, que implicaba descifrar DVD y Blu-ray, violaba las protecciones de derechos de autor. VidAngel luchó contra la demanda durante varios años, afirmando que su método era legal según la Ley de Películas Familiares. Desarrolló un nuevo modelo basado en streaming mediante el cual filtra una transmisión de vídeo de Netflix y Amazon. La compañía se acogió al Capítulo 11 de la Ley de Quiebras en 2017 como una estrategia legal para protegerla contra la demanda y permitirle reorganizar su negocio en torno al servicio de transmisión. Continuó operando durante el proceso de quiebra. En 2020, VidAngel llegó a un acuerdo con los cuatro estudios, acordando pagarles 9,9 millones de dólares y saliendo de la quiebra. El acuerdo prohíbe a VidAngel transmitir contenido de los cuatro estudios que lo demandaron, pero puede transmitir contenido de otros estudios. En 2022, VidAngel se relanzó con un nuevo propietario.
Su modelo actual se basa íntegramente en streaming, filtrando películas y programas de TV de Netflix, Amazon Prime Video y Apple TV+. También filtra títulos de otros servicios que están disponibles a través de Amazon, incluidos Showtime, Starz, Paramount+, AMC+, BritBox y PBS Masterpiece.

## Historia

### Fundación
VidAngel fue fundada en 2013 y lanzada en 2014 por los hermanos Harmon en Provo, Utah, como una empresa emergente con seis empleados. En marzo de 2014, la compañía dijo que había trasladado su sede al Silicon Valley de California. Los hermanos habían fundado anteriormente Harmon Brothers, una agencia de publicidad. Según Neal Harmon, los hermanos estaban hartos del material explícito y querían poder mostrarles películas a sus hijos.
En diciembre de 2016, VidAngel inició una oferta de valores Regulación A+ (mini oferta pública de venta) para obtener $5 millones en inversiones. Cumplió su objetivo después de 28 horas y ya tenía más de $10 millones después de cinco días. Asignaron el 42% de los $10 millones a publicidad y 26% a costos legales asociados con la demanda del estudio. Harmon Brothers, propiedad de los fundadores y directivos de VidAngel, Neal Harmon y Jeffery Harmon, realizará los anuncios.

### Modelo basado en disco
Bajo su modelo original, VidAngel compró miles de DVD y Blu-ray de películas. Los clientes podían seleccionar una película para comprarla en VidAngel por 20 dólares. VidAngel reservaría un disco de esa película para el cliente. Luego, VidAngel transmitiría una copia maestra de la película al cliente en función de sus filtros personalizados únicos. Después de ver la película, el cliente podía optar por vender su «copia» a VidAngel por 19 dólares, lo que hacía que el coste neto fuera de 1 dólar por 24 horas.
VidAngel citó la Ley de Películas Familiares de 2005 (FMA) como protección legal del derecho de los clientes a utilizar su servicio para filtrar películas. Las declaraciones públicas de VidAngel incluyeron la afirmación de que FMA protege la transmisión filtrada siempre que la película sea una copia autorizada vista en la privacidad del hogar y no se cree ninguna copia filtrada permanente.
Según VidAngel, después de lanzar las ventas basadas en DVD y Blu-ray, la compañía hizo otros tres intentos de vender filtros a los consumidores, incluida una asociación con Google para agregar filtros a películas con licencia disponibles en Google Play, filtrar películas compradas en YouTube y comprar discos directamente de los estudios, pero los estudios rechazaron todas las propuestas. Los estudios afirmaron que VidAngel luego compró discos con licencia en tiendas minoristas, hizo copias y empleó un método de «transmitir desde sus propias copias 'maestras' de obras que VidAngel ha creado en sus propios servidores en lugar de superponer sus filtros sobre una transmisión autorizada».

### Demanda judicial
En 2016, cuatro importantes estudios de Hollywood (Lucasfilm, 20th Century Fox, Disney Enterprises, Inc. y Warner Bros.) presentaron una demanda federal contra VidAngel por eludir la protección de derechos de autor en DVD y por transmisión de video sin licencia, acusándolos de violar la DMCA. El tribunal aceptó la moción de Disney de una orden judicial preliminar, declarando que VidAngel había violado las leyes de derechos de autor al eludir la tecnología de protección de derechos de autor en los DVD y al alojar el contenido transmitido en los servidores informáticos de VidAngel sin la licencia y el permiso adecuados de los titulares de los derechos de autor. El tribunal también rechazó la defensa de uso justo de VidAngel.
El juez ordenó a VidAngel que dejara de transmitir películas. VidAngel solicitó una suspensión, la cual fue denegada. La medida cautelar fue confirmada en apelación.

### Modelo de streaming
En junio de 2017, poco después de que el Tribunal de Apelaciones del Noveno Circuito denegara su solicitud de levantar la orden judicial, VidAngel anunció un nuevo servicio de streaming por 9,99 dólares al mes para filtrar el contenido transmitido a través de Netflix, Amazon Prime Video y HBO. Sólo estaban disponibles títulos de estudios no incluidos en la demanda. En una declaración de junio de 2017, Netflix señaló: «No hemos respaldado ni aprobado la tecnología VidAngel». Los clientes de VidAngel deben tener una suscripción separada a Netflix o Amazon además de una suscripción a VidAngel.
En octubre de 2017, VidAngel se acogió al Capítulo 11 de la Ley de Quiebras como estrategia legal para proteger a la empresa contra la demanda en curso y permitirle reorganizar su negocio en torno a su nuevo servicio de transmisión. La presentación obligó a suspender la demanda, pero permitió que los negocios continuaran como de costumbre. Un comunicado en el blog de la empresa anunció que «VidAngel no va a desaparecer», que la empresa tiene «millones de dólares en el banco y ahora genera millones en ingresos» y afirmó que su objetivo era «reorganizar el negocio en torno a nuestro nuevo "modelo de streaming" para permanecer en el negocio y pagar daños y perjuicios cuando finalmente pierdan el juicio pendiente. A algunos clientes cuyos créditos de recompra por compras de DVD estaban incluidos en la quiebra entre los activos de VidAngel se les impidió cobrar estos reembolsos mientras la quiebra estaba pendiente. Sin embargo, Vidangel permitió que esos créditos de recompra se utilizaran para su nuevo servicio de transmisión.
En 2019, un jurado de Los Ángeles ordenó a VidAngel pagar más de $62 millones en daños a los estudios. La cantidad se redujo a 9,9 millones de dólares en un acuerdo en 2020 y VidAngel salió de la quiebra. Como parte del acuerdo con los estudios, VidAngel acordó no transmitir ni filtrar contenido de los cuatro estudios que lo demandaron.

### Relanzamiento
VidAngel salió de la quiebra en 2020 y ha seguido utilizando el modelo streaming para filtrar contenidos a través de Netflix, Amazon Prime y, posteriormente, Apple TV+. En 2021, VidAngel se dividió en dos empresas: el negocio de filtrado, ahora legalmente llamado VidAngel Entertainment, y Angel Studios, una plataforma de contenidos financiada colectivamente que produce entretenimiento familiar y basado en la fe. Bill Aho, que anteriormente había sido director ejecutivo de ClearPlay, se convirtió en el nuevo director ejecutivo de VidAngel. Aho mantuvo a los empleados de la empresa a bordo e invirtió más recursos en tecnología y el servicio al cliente de la plataforma. Aho afirmó que los problemas legales de la compañía quedaron en el pasado y señaló que la mayoría de los estudios de Hollywood optaron por no participar en la demanda.
En 2022, VidAngel se relanzó con una nueva campaña publicitaria desarrollada por Harmon Brothers. La base de suscriptores de VidAngel se duplicó en el primer año bajo la propiedad de Aho.